# Nature morte (téléfilm)
Pour les articles homonymes, voir Nature morte (homonymie) et En plein cœur.
Nature morte (en France) ou En plein cœur (au Québec) (Still Life: A Three Pines Mystery) est un téléfilm canadien réalisé par Peter Moss et diffusé en 2013.

## Fiche technique
- Titre original : Still Life: A Three Pines Mystery
- Titre français : Nature morte
- Titre québécois : En plein cœur
- Réalisation : Peter Moss
- Scénario : Wayne Grigsby, d'après le roman éponyme de Louise Penny
- Photographie : Robert Mattigetz
- Musique : Robert Carli
- Pays d'origine :  Canada
- Langue originale : anglais
- Durée : 87 minutes
- Date de diffusion :
  -  France : 23 juin 2014 sur M6

## Distribution
Légende : V. F. = Version Française[réf. nécessaire] et V. Q. = Version québécoise
- Nathaniel Parker (V. F. : Antoine Tomé et V. Q. : Daniel Picard) : inspecteur en chef Armand Gamache
- Anthony Lemke (V. F. : Stéphane Marais et V. Q. : Jean-François Beaupré) : inspecteur Jean-Guy Beauvoir
- Kate Hewlett (V. F. : Sylvie Ferrari et V. Q. : Éveline Gélinas) : Clara Morrow
- Gabriel Hogan (V. F. : Stéphane Pouplard et V. Q. : François Trudel) : Peter Morrow
- Mike McPhaden (V. F. : Emmanuel Fouquet et V. Q. : Benoit Éthier) : Ben Hadley
- Susanna Fournier (V. F. : Delphine Cabirol et V. Q. : Émilie Bibeau) : Yvette Nichol
- Deborah Grover (V. F. : Liliane Patrick et V. Q. : Élizabeth Chouvalidzé) : Ruth Zardo
- Judith Baribeau (V. Q. : elle-même) : agente Isabelle Lacoste
- Patricia McKenzie (V. F. : Nathalie Doudou et V. Q. : Mélanie Laberge) : Dr. Myrna Landers
- Dylan Trowbridge (V. Q. : Marc-André Bélanger) : Olivier Brulé
- Martin Albert (V. Q. : Thiéry Dubé) : Gabri
- Bronwen Mantel (V. Q. : Louise Rémy) : Jane Neal